# I liga argentyńska w piłce nożnej (1945)
Mistrzem Argentyny w roku 1945 został klub River Plate, a wicemistrzem Argentyny klub Boca Juniors.
Do drugiej ligi spadł ostatni w tabeli klub Gimnasia y Esgrima La Plata. Na jego miejsce awansował z drugiej ligi klub CA Tigre.

## Primera División

### Kolejka 1
| Data             | Mecz |
| ---------------- | --- |
| 22 kwietnia 1945 | Boca Juniors – Racing Club de Avellaneda 2:1 Jaime Sarlanga, Mario Boyé - Roberto D’Alessandro mecz rozegrany został na stadionie klubu River Plate                      |
| 22 kwietnia 1945 | Chacarita Juniors – Atlanta Buenos Aires 2:1 Tomás Etchepare, Octavio Caserio - Francisco Rodríguez mecz rozegrany został na stadionie klubu Ferro Carril Oeste          |
| 22 kwietnia 1945 | Gimnasia y Esgrima La Plata – San Lorenzo de Almagro 1:4 Gabino Arregui - René Pontoni (3), Francisco Antuña                                                             |
| 22 kwietnia 1945 | CA Huracán – Estudiantes La Plata 1:4 Norberto Méndez - Ricardo Infante (2), Juan Oroz, Manuel Pelegrina mecz rozegrany został na stadionie klubu San Lorenzo de Almagro |
| 22 kwietnia 1945 | Independiente – Club Atlético Lanús 1:1 Arsenio Erico - Juan M. Romay |
| 22 kwietnia 1945 | Newell’s Old Boys – River Plate 3:2 Mario Fernández, Raúl Micci, Félix Díaz - Ángel Labruna, Alberto Gallo                                                               |
| 22 kwietnia 1945 | CA Platense – Rosario Central 1:3 Pedro Gallina - Rubén Bravo, Waldino Aguirre (2)                                                                                       |
| 22 kwietnia 1945 | CA Vélez Sarsfield – Ferro Carril Oeste 2:1 Blas Angrisano, Isaac Scliar - Luis Arrieta                                                                                  |

### Kolejka 2
| Data             | Mecz |
| ---------------- | --- |
| 29 kwietnia 1945 | Atlanta Buenos Aires – CA Platense 2:3 Luciano Agnolín (2) - José Canteli (2), Pedro Gallina                                                                                            |
| 29 kwietnia 1945 | Estudiantes La Plata – Boca Juniors 0:1 Mario Boyé |
| 29 kwietnia 1945 | Ferro Carril Oeste – Independiente 1:2 Bernardo Gandulla - Reinaldo Mourín, Norberto Pairoux                                                                                            |
| 29 kwietnia 1945 | CA Huracán – Gimnasia y Esgrima La Plata 5:1 Norberto Méndez (2), Delfín Unzué, Juan C. Salvini (2) - Roberto Rodríguez mecz rozegrany został na stadionie klubu San Lorenzo de Almagro |
| 29 kwietnia 1945 | Club Atlético Lanús – San Lorenzo de Almagro 3:0 Ezequiel Reynoso, Casimiro Ávalos, Washington Díaz                                                                                     |
| 29 kwietnia 1945 | Racing Club de Avellaneda – Chacarita Juniors 3:0 Humberto Fiore, Ezra Sued, Roberto D’Alessandro                                                                                       |
| 29 kwietnia 1945 | River Plate – CA Vélez Sarsfield 3:1 Ángel Labruna (2, 1k), Manuel Giúdice - Juan J. Ferraro                                                                                            |
| 29 kwietnia 1945 | Rosario Central – Newell’s Old Boys 2:0 Waldino Aguirre, Benjamín Santos |

### Kolejka 3
| Data        | Mecz |
| ----------- | --- |
| 6 maja 1945 | Boca Juniors – CA Huracán 3:4 Ernesto Lazzatti, Pío Corcuera, Jaime Sarlanga - Atilio Mellone (3), Norberto Méndez mecz rozegrany został na stadionie klubu River Plate |
| 6 maja 1945 | Chacarita Juniors – Estudiantes La Plata 1:1 Roque Valsecchi - Ricardo Infante mecz rozegrany został na stadionie klubu Ferro Carril Oeste                              |
| 6 maja 1945 | Gimnasia y Esgrima La Plata – Club Atlético Lanús 2:0 Roberto Rodríguez, Randolfo Cisneros                                                                              |
| 6 maja 1945 | Independiente – River Plate 1:2 Camilo Cervino - Ángel Labruna k, Alberto Gallo                                                                                         |
| 6 maja 1945 | Newell’s Old Boys – Atlanta Buenos Aires 1:0 Raúl Micci |
| 6 maja 1945 | CA Platense – Racing Club de Avellaneda 2:1 Francisco Dorado, Alberto Belén - José Barreiro                                                                             |
| 6 maja 1945 | San Lorenzo de Almagro – Ferro Carril Oeste 3:0 Rinaldo Martino (2), René Pontoni                                                                                       |
| 6 maja 1945 | CA Vélez Sarsfield – Rosario Central 4:2 Jorge Cano, Osvaldo Bottini, Juan J. Ferraro (2) - Waldino Aguirre, Rubén Marracino                                            |

### Kolejka 4
| Data         | Mecz |
| ------------ | --- |
| 13 maja 1945 | Atlanta Buenos Aires – CA Vélez Sarsfield 2:1 Francisco Rodríguez, Luciano Agnolín - Juan J. Ferraro |
| 13 maja 1945 | Boca Juniors – Gimnasia y Esgrima La Plata 3:1 Mario Boyé, Oscar Montañez s, Natalio Pescia - Randolfo Cisneros                                                                                                   |
| 13 maja 1945 | Estudiantes La Plata – CA Platense 2:1 Manuel Pelegrina (2) - Juan S. Prado |
| 13 maja 1945 | Ferro Carril Oeste – Club Atlético Lanús 4:2 Bernardo Gandulla (2), Alfredo Borgnia, Raúl Emeal - Isidoro Orleans (2)                                                                                             |
| 13 maja 1945 | CA Huracán – Chacarita Juniors 5:2 Norberto Méndez, Atilio Mellone, Delfín Unzué, Llamil Simes, Juan C. Salvini - Roque Valsecchi, Luis Carniglia mecz rozegrany został na stadionie klubu San Lorenzo de Almagro |
| 13 maja 1945 | Racing Club de Avellaneda – Newell’s Old Boys 3:0 Roberto D’Alessandro, Humberto Fiore, Juan C. Cámer |
| 13 maja 1945 | River Plate – San Lorenzo de Almagro 2:1 Juan C. Muñoz, Adolfo Pedernera - René Pontoni |
| 13 maja 1945 | Rosario Central – Independiente 1:4 Federico Geronis - Tomás Pedaci (2), Arsenio Erico, Camilo Cervino |

### Kolejka 5
| Data         | Mecz |
| ------------ | --- |
| 20 maja 1945 | Chacarita Juniors – Boca Juniors 3:5 Roque Valsecchi, Luis Carniglia, Octavio Caserio - Natalio Pescia (2), Jaime Sarlanga, Juan C. Lorenzo, Pio Corcuera mecz rozegrany został na stadionie klubu Ferro Carril Oeste |
| 20 maja 1945 | Gimnasia y Esgrima La Plata – Ferro Carril Oeste 2:2 Oscar Montañez k, Randolfo Cisneros - Rodolfo Danza k, Bernardo Gandulla                                                                                         |
| 20 maja 1945 | Independiente – Atlanta Buenos Aires 2:2 Tomás Pedaci, Camilo Cervino - Carmelo Yorlano, José Rosendo |
| 20 maja 1945 | Club Atlético Lanús – River Plate 0:2 Félix Loustau, Ángel Labruna |
| 20 maja 1945 | Newell’s Old Boys – Estudiantes La Plata 2:1 Oscar Boero, Raúl Micci - Juan C. Ribeiro Mora |
| 20 maja 1945 | CA Platense – CA Huracán 2:1 Pedro Gallina, Juan S. Prado - Jorge Alberti k |
| 20 maja 1945 | San Lorenzo de Almagro – Rosario Central 2:1 Rinaldo Martino, René Pontoni - Waldino Aguirre |
| 20 maja 1945 | CA Vélez Sarsfield – Racing Club de Avellaneda 0:0 |

### Kolejka 6
| Data         | Mecz |
| ------------ | --- |
| 25 maja 1945 | Atlanta Buenos Aires – San Lorenzo de Almagro 1:1 Luciano Agnolín - Armando Farro mecz rozegrany został na stadionie klubu Ferro Carril Oeste                                               |
| 27 maja 1945 | Boca Juniors – CA Platense 3:1 Juan C. Lorenzo, Jaime Sarlanga (2) - José Canteli |
| 27 maja 1945 | Chacarita Juniors – Gimnasia y Esgrima La Plata 2:0 Luis Carniglia, Tomás Etchepare mecz rozegrany został na stadionie klubu Ferro Carril Oeste                                             |
| 27 maja 1945 | Estudiantes La Plata – CA Vélez Sarsfield 7:5 Bernardo Vilariño, Ricardo Infante (3), Fortunato Desagastizábal, Julio Gagliardo (2) - Jorge Cano (2), Juan J. Ferraro (2), Eduardo Heisecke |
| 27 maja 1945 | CA Huracán – Newell’s Old Boys 2:1 Jorge Alberti (2, 1k) - Mario Fernández mecz rozegrany został na stadionie klubu San Lorenzo de Almagro                                                  |
| 27 maja 1945 | Racing Club de Avellaneda – Independiente 0:2 Tomás Pedaci (2) |
| 27 maja 1945 | River Plate – Ferro Carril Oeste 4:0 Juan C. Muñoz, Ángel Labruna (2), Adolfo Pedernera |
| 27 maja 1945 | Rosario Central – Club Atlético Lanús 3:1 Rubén Bravo (3, 1k) - Alberto Lijé |

### Kolejka 7
| Data           | Mecz |
| -------------- | --- |
| 3 czerwca 1945 | Ferro Carril Oeste – Rosario Central 1:1 Rodolfo Danza k - Ángel De Cicco                                                           |
| 3 czerwca 1945 | Gimnasia y Esgrima La Plata – River Plate 1:2 Gabino Arregui - Alberto Gallo, Ángel Labruna)                                        |
| 3 czerwca 1945 | Independiente – Estudiantes La Plata 1:0 Arsenio Erico                                                                              |
| 3 czerwca 1945 | Club Atlético Lanús – Atlanta Buenos Aires 3:1 Alberto Lijé (3) - Luciano Agnolín mecz rozegrany został na stadionie klubu Banfield |
| 3 czerwca 1945 | Newell’s Old Boys – Boca Juniors 0:2 Severino Varela, Mario Boyé                                                                    |
| 3 czerwca 1945 | CA Platense – Chacarita Juniors 1:0 José Canteli                                                                                    |
| 3 czerwca 1945 | San Lorenzo de Almagro – Racing Club de Avellaneda 1:0 Rinaldo Martino                                                              |
| 3 czerwca 1945 | CA Vélez Sarsfield – CA Huracán 1:2 Isaac Scliar - Llamil Simes, Víctor Curutchet s                                                 |

### Kolejka 8
| Data            | Mecz |
| --------------- | --- |
| 10 czerwca 1945 | Atlanta Buenos Aires – Ferro Carril Oeste 3:4 José Bedia k, Ángel Lapresa, Vicente Zito - Alfredo Borgnia, Luis Arrieta (2), Joaquín Corvetto                                                      |
| 10 czerwca 1945 | Boca Juniors – CA Vélez Sarsfield 3:2 Mario Boyé, Pío Corcuera (2) - Jorge Cano, Eduardo Heisecke                                                                                                  |
| 10 czerwca 1945 | Chacarita Juniors – Newell’s Old Boys 1:2 Luis Lanchini - Juan S. Ferreyra, Carlos Spinelli s mecz rozegrany został na stadionie klubu Ferro Carril Oeste                                          |
| 10 czerwca 1945 | Estudiantes La Plata – San Lorenzo de Almagro 1:1 Manuel Pelegrina - Armando Farro |
| 10 czerwca 1945 | CA Huracán – Independiente 3:4 Llamil Simes, Norberto Méndez, Juan C. Salvini - Camilo Cervino (2), Reinaldo Mourín, Arsenio Erico mecz rozegrany został na stadionie klubu San Lorenzo de Almagro |
| 10 czerwca 1945 | CA Platense – Gimnasia y Esgrima La Plata 0:0 |
| 10 czerwca 1945 | Racing Club de Avellaneda – Club Atlético Lanús 4:1 Humberto Fiore (3), Mario Garelli - Juan E. Araujo                                                                                             |
| 10 czerwca 1945 | Rosario Central – River Plate 0:1 Adolfo Pedernera |

### Kolejka 9
| Data            | Mecz |
| --------------- | --- |
| 17 czerwca 1945 | Ferro Carril Oeste – Racing Club de Avellaneda 2:5 Rodolfo Danza (2, 2k) - Roberto D’Alessandro (2), León Strembel, Humberto Fiore, Mario Garelli |
| 17 czerwca 1945 | Gimnasia y Esgrima La Plata – Rosario Central 3:1 Raúl Altuve, Héctor Cerioni, Gabino Arregui - Rubén Marracino                                   |
| 17 czerwca 1945 | Independiente – Boca Juniors 2:2 Camilo Cervino, Tomás Pedaci - Jaime Sarlanga (2)                                                                |
| 17 czerwca 1945 | Club Atlético Lanús – Estudiantes La Plata 2:1 Casimiro Ávalos, Juan M. Romay - Juan J. Negri mecz rozegrany został na stadionie klubu Banfield   |
| 17 czerwca 1945 | Newell’s Old Boys – CA Platense 1:1 Ramón Moyano - Pedro Gallina                                                                                  |
| 17 czerwca 1945 | River Plate – Atlanta Buenos Aires 2:0 Adolfo Pedernera, Alberto Gallo                                                                            |
| 17 czerwca 1945 | San Lorenzo de Almagro – CA Huracán 4:2 Francisco Antuña, René Pontoni (2), Armando Farro - Llamil Simes, Norberto Méndez                         |
| 17 czerwca 1945 | CA Vélez Sarsfield – Chacarita Juniors 2:1 Blas Angrisano, Emilio Espinoza - Octavio Caserio mecz rozegrany został na stadionie klubu Platense    |

### Kolejka 10
| Data            | Mecz |
| --------------- | --- |
| 24 czerwca 1945 | Atlanta Buenos Aires – Rosario Central 3:1 José Bedia k, Carmelo Yorlano (2) - Federico Geronis                                                   |
| 24 czerwca 1945 | Boca Juniors – San Lorenzo de Almagro 1:2 Jaime Sarlanga - Rinaldo Martino, Armando Farro                                                         |
| 24 czerwca 1945 | Chacarita Juniors – Independiente 1:2 Marcos Busico - Tomás Pedaci (2) mecz rozegrany został na stadionie klubu Ferro Carril Oeste                |
| 24 czerwca 1945 | Estudiantes La Plata – Ferro Carril Oeste 2:0 Ricardo Infante, Juan J. Negri                                                                      |
| 24 czerwca 1945 | CA Huracán – Club Atlético Lanús 2:1 Julio Rosales, Delfín Unzué - Juan E. Araujo mecz rozegrany został na stadionie klubu San Lorenzo de Almagro |
| 24 czerwca 1945 | Newell’s Old Boys – Gimnasia y Esgrima La Plata 2:2 Félix Díaz, Mario Fernández - Raúl Altuve (2)                                                 |
| 24 czerwca 1945 | CA Platense – CA Vélez Sarsfield 4:2 José Canteli k, Pedro Gallina, Juan S. Prado (2) - Emilio Espinoza, Jorge Cano                               |
| 24 czerwca 1945 | Racing Club de Avellaneda – River Plate 0:2 Ángel Labruna k, Félix Loustau                                                                        |

### Kolejka 11
| Data         | Mecz |
| ------------ | --- |
| 1 lipca 1945 | Ferro Carril Oeste – CA Huracán 3:2 Bernardo Gandulla, Alfredo Borgnia, Luis Arrieta - Llamil Simes, Delfín Unzué mecz rozegrany został na stadionie klubu Atlanta |
| 1 lipca 1945 | Gimnasia y Esgrima La Plata – Atlanta Buenos Aires 1:1 José Tombell - Ángel Lapresa                                                                                |
| 1 lipca 1945 | Independiente – CA Platense 1:1 Arsenio Erico - Pedro Gallina |
| 1 lipca 1945 | Club Atlético Lanús – Boca Juniors 1:1 Alberto Lijé - Severino Varela k                                                                                            |
| 1 lipca 1945 | River Plate – Estudiantes La Plata 2:2 Ángel Labruna, Juan C. Muñoz - Manuel Pelegrina (2)                                                                         |
| 1 lipca 1945 | Rosario Central – Racing Club de Avellaneda 4:1 Rubén Bravo (2), Waldino Aguirre (2) - Mario Garelli                                                               |
| 1 lipca 1945 | San Lorenzo de Almagro – Chacarita Juniors 2:2 Francisco Antuña, Adolfo Seoane - José Figueroa, Luis Lanchini                                                      |
| 1 lipca 1945 | CA Vélez Sarsfield – Newell’s Old Boys 2:3 Juan J. Ferraro (2) - Juan S. Ferreyra k, Alfredo Runzer (2) mecz rozegrany został na stadionie klubu Boca Juniors      |

### Kolejka 12
| Data          | Mecz |
| ------------- | --- |
| 15 lipca 1945 | Boca Juniors – Ferro Carril Oeste 2:1 Gustavo Albella, Pío Corcuera - Alfredo Borgnia                                                                                           |
| 15 lipca 1945 | Chacarita Juniors – Club Atlético Lanús 2:2 Octavio Caserio, Marcos Busico - Alberto Lijé (2)                                                                                   |
| 15 lipca 1945 | Estudiantes La Plata – Rosario Central 2:1 Saúl Ongaro k, Julio Gagliardo - Wadino Aguirre                                                                                      |
| 15 lipca 1945 | CA Huracán – River Plate 2:1 Juan C. Salvini (2, 1k) - Alberto Gallo mecz rozegrany został na stadionie klubu San Lorenzo de Almagro                                            |
| 15 lipca 1945 | Newell’s Old Boys – Independiente 1:3 Alfredo Runzer - Tomás Pedaci (3) mecz przerwany w 82 minucie przy stanie 1:3 z powodu wtargnięcia kibiców na murawę – dokończony później |
| 15 lipca 1945 | CA Platense – San Lorenzo de Almagro 3:0 Juan S. Prado, José Canteli (2, 1k) |
| 15 lipca 1945 | Racing Club de Avellaneda – Atlanta Buenos Aires 4:4 Mario Garelli, Humberto Fiore, Oscar Silva, Roberto D’Alessandro - Carmelo Yorlano (2), Luciano Agnolín (2)                |
| 15 lipca 1945 | CA Vélez Sarsfield – Gimnasia y Esgrima La Plata 5:2 Alfredo Bermúdez, Juan J. Ferraro (3), Eduardo Heisecke - Héctor Cerioni, Raúl Altuve                                      |

### Kolejka 13
| Data          | Mecz |
| ------------- | --- |
| 22 lipca 1945 | Atlanta Buenos Aires – Estudiantes La Plata 2:2 Luciano Agnolín, José Bedia k - Juan Oroz (2)                               |
| 22 lipca 1945 | Ferro Carril Oeste – Chacarita Juniors 1:0 Bernardo Gandulla                                                                |
| 22 lipca 1945 | Gimnasia y Esgrima La Plata – Racing Club de Avellaneda 3:1 Román Quevedo, Pedro Gordillo, Héctor Cerioni - Ezra Sued       |
| 22 lipca 1945 | Independiente – CA Vélez Sarsfield 2:1 Camilo Cervino (2) - Eduardo Heisecke                                                |
| 22 lipca 1945 | Club Atlético Lanús – CA Platense 3:0 Oscar Contreras, Alberto Lijé, Casimiro Ávalos                                        |
| 22 lipca 1945 | River Plate – Boca Juniors 1:0 Félix Loustau                                                                                |
| 22 lipca 1945 | Rosario Central – CA Huracán 1:2 Rubén Bravo - Llamil Simes, Heraldo Ferreyro                                               |
| 22 lipca 1945 | San Lorenzo de Almagro – Newell’s Old Boys 4:1 Rinaldo Martino (2), Francisco Antuña, Francisco de la Mata - Alfredo Runzer |

### Kolejka 14
| Data            | Mecz |
| --------------- | --- |
| 5 sierpnia 1945 | Boca Juniors – Rosario Central 3:1 Mariano Sánchez, Pío Corcuera, Severino Varela - Rubén Bravo                                                                                       |
| 5 sierpnia 1945 | Chacarita Juniors – River Plate 0:1 Adolfo Pedernera |
| 5 sierpnia 1945 | Estudiantes La Plata – Racing Club de Avellaneda 5:2 Juan Oroz (3), Juan C. Ribeiro Mora, Bernardo Vilariño - José Barreiro, José Yuzzolino                                           |
| 5 sierpnia 1945 | CA Huracán – Atlanta Buenos Aires 3:2 Llamil Simes, Herminio Masantonio, Delfín Unzué - Luciano Agnolín, Julio Rosell mecz rozegrany został na stadionie klubu San Lorenzo de Almagro |
| 5 sierpnia 1945 | Independiente – Gimnasia y Esgrima La Plata 5:1 Arsenio Erico (3), Norberto Pairoux (2) - Román Quevedo                                                                               |
| 5 sierpnia 1945 | Newell’s Old Boys – Club Atlético Lanús 1:0 Félix Díaz |
| 5 sierpnia 1945 | CA Platense – Ferro Carril Oeste 3:4 Pedro Gallina, Raúl Frutos, José Canteli k - Rodolfo Danza, Juan J. Guglielmetti, Bernardo Gandulla, Benjamín Vilariño                           |
| 5 sierpnia 1945 | CA Vélez Sarsfield – San Lorenzo de Almagro 2:3 Alfredo Bermúdez, Isaac Scliar - Rinaldo Martino (2), Armando Farro                                                                   |

### Kolejka 15
| Data             | Mecz |
| ---------------- | --- |
| 12 sierpnia 1945 | Atlanta Buenos Aires – Boca Juniors 3:3 Luciano Agnolín (2), Francisco Rodríguez - Mario Boyé, Gustavo Albella, Pío Corcuera mecz rozegrany został na stadionie klubu Vélez Sarsfield |
| 12 sierpnia 1945 | Ferro Carril Oeste – Newell’s Old Boys 4:2 Bernardo Gandulla, Rodolfo Danza (3, 1k) - Alfredo Runzer, Juan S. Ferreyra k                                                              |
| 12 sierpnia 1945 | Gimnasia y Esgrima La Plata – Estudiantes La Plata 2:4 Román Quevedo, Roberto Rodríguez - Juan Oroz (2), Manuel Pelegrina (2)                                                         |
| 12 sierpnia 1945 | Club Atlético Lanús – CA Vélez Sarsfield 1:3 Juan M. Romay - Alfredo Bermúdez (2), Juan J. Ferraro                                                                                    |
| 12 sierpnia 1945 | Racing Club de Avellaneda – CA Huracán 2:0 Humberto Fiore (2, 1k) |
| 12 sierpnia 1945 | River Plate – CA Platense 5:2 Adolfo Pedernera, Alberto Gallo, Ángel Labruna (2), Joaquín Martínez - Francisco Dorado, José Canteli                                                   |
| 12 sierpnia 1945 | Rosario Central – Chacarita Juniors 3:3 Waldino Aguirre, Rubén Marracino, Benjamín Santos - Benjamín Vetromile, Tomás Etchepare (2)                                                   |
| 12 sierpnia 1945 | San Lorenzo de Almagro – Independiente 1:1 René Pontoni - Camilo Cervino |

### Kolejka 16
| Data             | Mecz |
| ---------------- | --- |
| 19 sierpnia 1945 | Atlanta Buenos Aires – Chacarita Juniors 3:1 Francisco Rodríguez, Carmelo Yorlano, Luciano Agnolín - Octavio Caserio |
| 19 sierpnia 1945 | Estudiantes La Plata – CA Huracán 0:2 Llamil Simes, Norberto Méndez                                                  |
| 19 sierpnia 1945 | Ferro Carril Oeste – CA Vélez Sarsfield 3:0 Joaquín Corvetto, Juan J. Guglielmetti, Rodolfo Danza                    |
| 19 sierpnia 1945 | Club Atlético Lanús – Independiente 2:0 Juan M. Romay (2)                                                            |
| 19 sierpnia 1945 | Racing Club de Avellaneda – Boca Juniors 1:3 Humberto Fiore - Jaime Sarlanga, Juan C. Lorenzo, Pío Corcuera          |
| 19 sierpnia 1945 | River Plate – Newell’s Old Boys 2:0 Félix Loustau, Ángel Labruna                                                     |
| 19 sierpnia 1945 | Rosario Central – CA Platense 3:1 Ángel De Cicco, Waldino Aguirre, Osvaldo Pérez - Alberto Belén                     |
| 19 sierpnia 1945 | San Lorenzo de Almagro – Gimnasia y Esgrima La Plata 4:1 Rinaldo Martino (3, 1k), Francisco Antuña - José Tombell    |

### Kolejka 17
| Data             | Mecz |
| ---------------- | --- |
| 26 sierpnia 1945 | Boca Juniors – Estudiantes La Plata 3:1 Jaime Sarlanga, Mario Boyé (2) - Bernardo Vilariño                                         |
| 26 sierpnia 1945 | Chacarita Juniors – Racing Club de Avellaneda 1:1 Juan González k - Ezra Sued                                                      |
| 26 sierpnia 1945 | Gimnasia y Esgrima La Plata – CA Huracán 2:2 Carlos Lara, Randolfo Cisneros - Delfín Unzué, Norberto Méndez                        |
| 26 sierpnia 1945 | Independiente – Ferro Carril Oeste 3:1 Arsenio Erico, Juan E. Elena, Tomás Pedaci - Joaquín Corvetto                               |
| 26 sierpnia 1945 | Newell’s Old Boys – Rosario Central 1:0 Alfredo Runzer                                                                             |
| 26 sierpnia 1945 | CA Platense – Atlanta Buenos Aires 1:4 Francisco Dorado - Carmelo Yorlano (2), Luciano Agnolín, Francisco Rodríguez                |
| 26 sierpnia 1945 | San Lorenzo de Almagro – Club Atlético Lanús 5:2 Rinaldo Martino (3), Armando Farro, Francisco Antuña - Armando Díaz, Atilio Ducca |
| 26 sierpnia 1945 | CA Vélez Sarsfield – River Plate 1:1 Juan J. Ferraro - Ángel Labruna                                                               |

### Kolejka 18
| Data            | Mecz |
| --------------- | --- |
| 2 września 1945 | Atlanta Buenos Aires – Newell’s Old Boys 0:0 |
| 2 września 1945 | Estudiantes La Plata – Chacarita Juniors 2:0 Saúl Ongaro k, Ricardo Infante mecz rozegrany został na stadionie klubu Banfield                     |
| 2 września 1945 | Ferro Carril Oeste – San Lorenzo de Almagro 1:6 Alfredo Borgnia - René Pontoni (2), Francisco Antuña, Roberto Alarcón, Francisco de la Mata (2)   |
| 2 września 1945 | CA Huracán – Boca Juniors 1:3 Juan C. Salvini k - Severino Varela (2), Mario Boyé mecz rozegrany został na stadionie klubu San Lorenzo de Almagro |
| 2 września 1945 | Club Atlético Lanús – Gimnasia y Esgrima La Plata 3:0 Juan M. Romay (2), Casimiro Ávalos                                                          |
| 2 września 1945 | Racing Club de Avellaneda – CA Platense 3:1 Humberto Fiore, Roberto D’Alessandro (2) - José Canteli                                               |
| 2 września 1945 | River Plate – Independiente 3:2 Adolfo Pedernera, Ángel Labruna (2) - Vicente de la Mata, Arsenio Erico                                           |
| 2 września 1945 | Rosario Central – CA Vélez Sarsfield 4:0 Osvaldo Pérez, Federico Geronis, Waldino Aguirre, Ángel De Cicco                                         |

### Kolejka 19
| Data            | Mecz |
| --------------- | --- |
| 9 września 1945 | Chacarita Juniors – CA Huracán 2:2 Marcos Busico, Luis Lanchini - Delfín Unzué, Heraldo Ferreyro |
| 9 września 1945 | Gimnasia y Esgrima La Plata – Boca Juniors 1:1 Pedro Gordillo - Severino Varela mecz rozegrany został na stadionie klubu Estudiantes mecz przerwany w 50 minucie – dokończony później na stadionie klubu Racing |
| 9 września 1945 | Independiente – Rosario Central 2:2 Arsenio Erico, Antonio Sastre - Ángel De Cicco, Waldino Aguirre mecz rozegrany został na stadionie klubu Racing                                                             |
| 9 września 1945 | Club Atlético Lanús – Ferro Carril Oeste 3:1 Casimiro Ávalos, Juan M. Romay, Alberto Lijé - Juan J. Guglielmetti                                                                                                |
| 9 września 1945 | Newell’s Old Boys – Racing Club de Avellaneda 4:0 Félix Díaz, Mario Fernández (2), Rafael López |
| 9 września 1945 | CA Platense – Estudiantes La Plata 2:1 José Canteli y Pedro Gallina - Ricardo Infante |
| 9 września 1945 | San Lorenzo de Almagro – River Plate 3:2 Francisco de la Mata (2), Rinaldo Martino - Alberto Gallo, José Vanzini s                                                                                              |
| 9 września 1945 | CA Vélez Sarsfield – Atlanta Buenos Aires 2:2 Juan J. Ferraro, Isaac Scliar - Luciano Agnolín, Francisco Rodríguez                                                                                              |

### Kolejka 20
| Data             | Mecz |
| ---------------- | --- |
| 16 września 1945 | Atlanta Buenos Aires – Independiente 1:0 Carmelo Yorlano                                                                                              |
| 16 września 1945 | Boca Juniors – Chacarita Juniors 2:2 Mariano Sánchez, Severino Varela k - Juan Bruzzone, Atilio Tanzi                                                 |
| 16 września 1945 | Estudiantes La Plata – Newell’s Old Boys 2:1 Juan Oroz, Sául Ongaro - Juan S. Ferreyra k                                                              |
| 16 września 1945 | Ferro Carril Oeste – Gimnasia y Esgrima La Plata 2:3 Alfredo Borgnia (2, 1k) - Gabino Arregui (2), José Santiago                                      |
| 16 września 1945 | CA Huracán – CA Platense 2:1 Cándido González, Herminio Masantonio - Francisco Dorado mecz rozegrany został na stadionie klubu San Lorenzo de Almagro |
| 16 września 1945 | Racing Club de Avellaneda – CA Vélez Sarsfield 1:2 José Barreiro - Juan J. Ferraro (2)                                                                |
| 16 września 1945 | River Plate – Club Atlético Lanús 2:2 Aristóbulo Deambrosi, Félix Loustau - Juan M. Romay, Casimiro Ávalos                                            |
| 16 września 1945 | Rosario Central – San Lorenzo de Almagro 3:4 Rubén Marracino, Osvaldo Pérez, Waldino Aguirre - Armando Farro (3), Rinaldo Martino                     |

### Kolejka 21
| Data             | Mecz |
| ---------------- | --- |
| 23 września 1945 | Ferro Carril Oeste – River Plate 1:5 Joaquín Corvetto - Ángel Labruna (2, 1k), Félix Loustau, Alberto Gallo (2)                                                                           |
| 23 września 1945 | Gimnasia y Esgrima La Plata – Chacarita Juniors 1:3 Pedro Gordillo - Luis Lanchini, Octavio Caserio (2)                                                                                   |
| 23 września 1945 | Independiente – Racing Club de Avellaneda 5:1 Vicente de la Mata (2), Arsenio Erico, Abel Milone s, Camilo Cervino - Ruperto Castro mecz rozegrany został na stadionie klubu Boca Juniors |
| 23 września 1945 | Club Atlético Lanús – Rosario Central 1:1 Alberto Lijé - Ángel De Cicco |
| 23 września 1945 | Newell’s Old Boys – CA Huracán 2:1 Arturo Buján, Rafael López - Delfín Unzué |
| 23 września 1945 | CA Platense – Boca Juniors 1:0 Pedro Gallina |
| 23 września 1945 | San Lorenzo de Almagro – Atlanta Buenos Aires 4:2 Rinaldo Martino (2), René Pontoni, Armando Farro - José Bedia, Luciano Agnolín                                                          |
| 23 września 1945 | CA Vélez Sarsfield – Estudiantes La Plata 4:2 Isaac Scliar (2), Alfredo Bermúdez, Juan J. Ferraro - Juan Oroz (2)                                                                         |

### Kolejka 22
| Data             | Mecz |
| ---------------- | --- |
| 30 września 1945 | Atlanta Buenos Aires – Club Atlético Lanús 0:0 |
| 30 września 1945 | Boca Juniors – Newell’s Old Boys 5:3 Mario Boyé (3), Rodolfo De Zorzi, Mariano Sánchez - Mario Fernández, Rafael López, Arturo Buján                                                     |
| 30 września 1945 | Chacarita Juniors – CA Platense 0:3 José N. Toledo, Pedro Gallina, Alberto Belén mecz rozegrany został na stadionie klubu Ferro Carril Oeste                                             |
| 30 września 1945 | Estudiantes La Plata – Independiente 1:5 Juan C. Ribeiro Mora - Arsenio Erico (3), Vicente de la Mata, José P. Batagliero k mecz rozegrany został na stadionie klubu Lanús               |
| 30 września 1945 | CA Huracán – CA Vélez Sarsfield 3:2 Delfín Unzué, Herminio Masantonio, Heraldo Ferreyro - Isaac Scliar, Alfredo Bermúdez mecz rozegrany został na stadionie klubu San Lorenzo de Almagro |
| 30 września 1945 | Racing Club de Avellaneda – San Lorenzo de Almagro 2:2 Miguel A. Di Pace, Juan C. Carrera - Oscar Basso, René Pontoni                                                                    |
| 30 września 1945 | River Plate – Gimnasia y Esgrima La Plata 1:0 Adolfo Pedernera |
| 30 września 1945 | Rosario Central – Ferro Carril Oeste 2:0 Ángel De Cicco, Waldino Aguirre |

### Kolejka 23
| Data                | Mecz |
| ------------------- | --- |
| 7 października 1945 | Ferro Carril Oeste – Atlanta Buenos Aires 1:1 Juan J. Guglielmetti - Luciano Agnolín                                                                     |
| 7 października 1945 | Gimnasia y Esgrima La Plata – CA Platense 1:2 José Santiago - Pedro Gallina, Juan S. Prado mecz rozegrany został na stadionie klubu Quilmes Athletic     |
| 7 października 1945 | Independiente – CA Huracán 4:3 Arsenio Erico, Vicente de la Mata (3) - Herminio Masantonio, Llamil Simes (2)                                             |
| 7 października 1945 | Club Atlético Lanús – Racing Club de Avellaneda 1:0 Alberto Lijé                                                                                         |
| 7 października 1945 | Newell’s Old Boys – Chacarita Juniors 8:0 Amable López, Mario Fernández (3), Juan S. Ferreyra (2), Arturo Buján, Ángel Perucca                           |
| 7 października 1945 | River Plate – Rosario Central 4:1 Ángel Labruna (2), Alberto Gallo, Adolfo Pedernera - Waldino Aguirre mecz rozegrany został na stadionie klubu Platense |
| 7 października 1945 | San Lorenzo de Almagro – Estudiantes La Plata 6:1 Francisco Antuña (2), René Pontoni (2), Francisco de la Mata (2) - Saúl Ongaro k                       |
| 7 października 1945 | CA Vélez Sarsfield – Boca Juniors 0:5 Jaime Sarlanga, Mariano Sánchez (2), Severino Varela k, Pío Corcuera                                               |

### Kolejka 24
| Data                 | Mecz |
| -------------------- | --- |
| 14 października 1945 | Atlanta Buenos Aires – River Plate 2:2 Turello, Carmelo Yorlano - Ángel Labruna (2)                                                         |
| 14 października 1945 | Boca Juniors – Independiente 2:3 Pío Corcuera, Mariano Sánchez - Vicente de la Mata (2), Arsenio Erico                                      |
| 14 października 1945 | Chacarita Juniors – CA Vélez Sarsfield 4:1 Octavio Caserio (3), Atilio Tanzi - Jorge Cano                                                   |
| 14 października 1945 | Estudiantes La Plata – Club Atlético Lanús 2:0 Saúl Ongaro k, Julio Gagliardo mecz rozegrany został na stadionie klubu Gimnasia y Esgrima   |
| 14 października 1945 | CA Huracán – San Lorenzo de Almagro 3:1 Delfín Unzué, Llamil Simes (2) - Juan Gosende mecz rozegrany został na stadionie klubu River Plate  |
| 14 października 1945 | CA Platense – Newell’s Old Boys 3:1 Roberto Torielli, Pedro Gallina (2) - Juan S. Ferreyra k                                                |
| 14 października 1945 | Racing Club de Avellaneda – Ferro Carril Oeste 1:3 Manuel Malachane - Alberto Piovano, Alfredo Borgnia, Joaquín Corvetto                    |
| 14 października 1945 | Rosario Central – Gimnasia y Esgrima La Plata 2:4 Federico Geronis, Ángel De Cicco - Constancio Rivero s, Pedro Gordillo (2), Román Quevedo |

### Kolejka 25
| Data                 | Mecz |
| -------------------- | --- |
| 21 października 1945 | Rosario Central – Atlanta Buenos Aires 2:1 Waldino Aguirre, Ángel De Cicco - Manuel Rodríguez                              |
| 28 października 1945 | Ferro Carril Oeste – Estudiantes La Plata 0:3 Juan Oroz, Juan C. Ribeiro Mora, Francisco Arbios                            |
| 28 października 1945 | Gimnasia y Esgrima La Plata – Newell’s Old Boys 3:0 José Santiago (2), Oscar Chiarini                                      |
| 28 października 1945 | Independiente – Chacarita Juniors 2:2 Arsenio Erico, José P. Batagliero k - Juan González k, Marcos Busico                 |
| 28 października 1945 | Club Atlético Lanús – CA Huracán 1:4 Casimiro Ávalos - Jorge Alberti k, Delfín Unzué, Norberto Méndez, Herminio Masantonio |
| 28 października 1945 | River Plate – Racing Club de Avellaneda 1:1 Aristóbulo Deambrosi - José Yuzzolino                                          |
| 28 października 1945 | San Lorenzo de Almagro – Boca Juniors 0:2 Mario Boyé, Mariano Sánchez                                                      |
| 28 października 1945 | CA Vélez Sarsfield – CA Platense 4:1 Jorge Cano, Eduardo Heisecke, Juan J. Ferraro, Osvaldo Bottini - Francisco Dorado     |

### Kolejka 26
| Data             | Mecz |
| ---------------- | --- |
| 4 listopada 1945 | Atlanta Buenos Aires – Gimnasia y Esgrima La Plata 7:3 Enrique Espinosa, Turello (2), Francisco Rodríguez, Julio Rosell, Carmelo Yorlano, Luciano Agnolín - Roberto Rodríguez (3) |
| 4 listopada 1945 | Boca Juniors – Club Atlético Lanús 3:1 Mario Boyé, Jaime Sarlanga (2) - Casimiro Ávalos                                                                                           |
| 4 listopada 1945 | Chacarita Juniors – San Lorenzo de Almagro 1:1 Octavio Caserio - Francisco de la Mata                                                                                             |
| 4 listopada 1945 | Estudiantes La Plata – River Plate 1:3 Juan Oroz - Adolfo Pedernera, Ángel Labruna, Félix Loustau                                                                                 |
| 4 listopada 1945 | CA Huracán – Ferro Carril Oeste 2:0 Llamil Simes, Juan C. Salvini mecz rozegrany został na stadionie klubu San Lorenzo de Almagro                                                 |
| 4 listopada 1945 | Newell’s Old Boys – CA Vélez Sarsfield 5:1 Juan S. Ferreyra k, Mario Fernández (3), Arturo Buján - Isaac Scliar k                                                                 |
| 4 listopada 1945 | CA Platense – Independiente 1:3 Francisco Dorado - Oscar Sastre (2), Vicente de la Mata                                                                                           |
| 4 listopada 1945 | Racing Club de Avellaneda – Rosario Central 6:1 Roberto D’Alessandro (3), Ezra Sued y Federico Monestés (2, 1k) - Waldino Aguirre                                                 |

### Kolejka 27
| Data              | Mecz |
| ----------------- | --- |
| 11 listopada 1945 | Atlanta Buenos Aires – Racing Club de Avellaneda 2:6 Luciano Agnolín (2) - Juan C. Carrera, Ezra Sued (2), Roberto D’Alessandro (3)                        |
| 11 listopada 1945 | Ferro Carril Oeste – Boca Juniors 1:2 José Pérez - Mario Boyé (2)                                                                                          |
| 11 listopada 1945 | Gimnasia y Esgrima La Plata – CA Vélez Sarsfield 1:4 Roberto Gayol - Eduardo Heisecke (2), Osvaldo Bottini, Isaac Scliar                                   |
| 11 listopada 1945 | Independiente – Newell’s Old Boys 3:2 Arsenio Erico, Reinaldo Mourín (2) - Mario Fernández (2)                                                             |
| 11 listopada 1945 | Club Atlético Lanús – Chacarita Juniors 1:3 Casimiro Ávalos - José Díaz, Marcos Busico, Atilio Tanzi mecz rozegrany został na stadionie klubu Boca Juniors |
| 11 listopada 1945 | River Plate – CA Huracán 3:1 Juan C. Muñoz, Ángel Labruna, Félix Loustau - Juan C. Salvini k                                                               |
| 11 listopada 1945 | Rosario Central – Estudiantes La Plata 4:1 Waldino Aguirre (2), Federico Geronis (2) - Manuel Pelegrina                                                    |
| 11 listopada 1945 | San Lorenzo de Almagro – CA Platense 1:1 Roberto Alarcón - José N. Toledo                                                                                  |

### Kolejka 28
| Data              | Mecz |
| ----------------- | --- |
| 17 listopada 1945 | Newell’s Old Boys – San Lorenzo de Almagro 1:0 Alfredo Runzer |
| 18 listopada 1945 | Boca Juniors – River Plate 4:1 Pío Corcuera, Mario Boyé (2), Jaime Sarlanga - José Ramos |
| 18 listopada 1945 | Chacarita Juniors – Ferro Carril Oeste 3:3 Octavio Caserio, Francisco Campana, Juan González k - Alfredo Borgnia, Mateo Pont, Alberto Piovano |
| 18 listopada 1945 | Estudiantes La Plata – Atlanta Buenos Aires 4:1 Manuel Pelegrina, Ricardo Infante (2), Juan J. Negri - Luciano Agnolín mecz rozegrany został na stadionie klubu Gimnasia y Esgrima                                                                |
| 18 listopada 1945 | CA Huracán – Rosario Central 10:4 Llamil Simes (3), Delfín Unzué (2), Eusebio Videla, Norberto Méndez (3), Juan C. Salvini - Waldino Aguirre (2), Ángel De Cicco, Benjamín Santos mecz rozegrany został na stadionie klubu San Lorenzo de Almagro |
| 18 listopada 1945 | CA Platense – Club Atlético Lanús 3:2 José Canteli, Francisco Dorado, José N. Toledo - Ezequiel Reynoso, Juan M. Romay |
| 18 listopada 1945 | Racing Club de Avellaneda – Gimnasia y Esgrima La Plata 4:3 Juan C. Carrera (2), Roberto D’Alessandro, José Yuzzolino - Pedro Gordillo (2), José Santiago mecz rozegrany został na stadionie klubu River Plate                                    |
| 18 listopada 1945 | CA Vélez Sarsfield – Independiente 8:0 Salvador Di Bella (3), Isaac Scliar (3), Osvaldo Bottini, Jorge Cano |

### Kolejka 29
| Data              | Mecz |
| ----------------- | --- |
| 25 listopada 1945 | Atlanta Buenos Aires – CA Huracán 1:3 José Bedia k - Juan C. Salvini (3, 1k) |
| 25 listopada 1945 | Ferro Carril Oeste – CA Platense 2:2 Rodolfo Danza (2) - Pedro Gallina, José Canteli |
| 25 listopada 1945 | Gimnasia y Esgrima La Plata – Independiente 4:1 |
| 25 listopada 1945 | Club Atlético Lanús – Newell’s Old Boys at CA Platense 2:2 Juan C. Sobrero s, Fulvio Condoleo - Rafael López, Alfredo Runzer |
| 25 listopada 1945 | Racing Club de Avellaneda – Estudiantes La Plata 2:5 Roberto D’Alessandro, Federico Monestés - Manuel Pelegrina (2), Julio Gagliardo (2), Francisco Arbios mecz przerwany w 82 minucie przy stanie 2:4 dokończony 3 stycznia 1946 na stadionie klubu San Lorenzo de Almagro |
| 25 listopada 1945 | River Plate – Chacarita Juniors 2:0(1:0) Widzowie: 33 700 Sędzia: Cossio Bramki: 1:0 Félix Loustau 17, 2:0 Ángel Labruna 73 Club Atlético River Plate: Soriano – Vaghi, Rodríguez, Yácono, Rossi, Ramos, Deambrosi, Gallo, Pedernera, Ángel Labruna, Félix Loustau. Chacarita Juniors: López – Spinelli, González, Araguez, Díaz, Scriminacci, Caserio, Tanzi, Lanchini, Campana, Busico. |
| 25 listopada 1945 | Rosario Central – Boca Juniors 2:0 Rubén Marracino, Federico Geronis |
| 25 listopada 1945 | San Lorenzo de Almagro – CA Vélez Sarsfield 1:1 Víctor Curutchet s - Salvador Di Bella |

### Kolejka 30
| Data           | Mecz |
| -------------- | --- |
| 2 grudnia 1945 | Boca Juniors – Atlanta Buenos Aires 2:2 Lucero Fedencrini, Mario Boyé k - Ángel Lapresa (2)                                                                                |
| 2 grudnia 1945 | Chacarita Juniors – Rosario Central 4:2 Octavio Caserio (2), José González k, Luis Lanchini - Antonio Vilariño, Federico Geronis                                           |
| 2 grudnia 1945 | Estudiantes La Plata – Gimnasia y Esgrima La Plata 3:1 Julio Gagliardo, Juan J. Negri, Francisco Arbios - Roberto Rodríguez mecz rozegrany został na stadionie klubu Lanús |
| 2 grudnia 1945 | CA Huracán – Racing Club de Avellaneda 1:3 Delfín Unzué - Roberto D’Alessandro, Juan C. Carrera, Ezra Sued mecz rozegrany został na stadionie klubu San Lorenzo de Almagro |
| 2 grudnia 1945 | Independiente – San Lorenzo de Almagro 1:0 Camilo Cervino |
| 2 grudnia 1945 | Newell’s Old Boys – Ferro Carril Oeste 2:4 Amable López (2) - Lemos, Alfredo Borgnia. Mateo Pont (2)                                                                       |
| 2 grudnia 1945 | CA Platense – River Plate 2:2 José Canteli (2, 1k) - Aristóbulo Deambrosi, Adolfo Pedernera k                                                                              |
| 2 grudnia 1945 | CA Vélez Sarsfield – Club Atlético Lanús 6:4 Juan J. Ferraro (2), Jorge Cano (2), Isaac Scliar (2) - Oscar Contreras, Alberto Lijé (2), Juan M. Romay                      |

### Końcowa tabela sezonu 1945
| Poz | Klub                        | Mecze | Zw | Rem | Por | Pkt | BrZd | BrStr |
| --- | --------------------------- | ----- | -- | --- | --- | --- | ---- | ----- |
| 1   | River Plate                 | 30    | 20 | 6   | 4   | 46  | 66   | 34    |
| 2   | Boca Juniors                | 30    | 18 | 6   | 6   | 42  | 71   | 43    |
| 3   | Independiente               | 30    | 17 | 7   | 6   | 41  | 68   | 51    |
| 4   | San Lorenzo de Almagro      | 30    | 15 | 8   | 7   | 38  | 67   | 45    |
| 5   | CA Huracán                  | 30    | 17 | 2   | 11  | 36  | 76   | 61    |
| 6   | Estudiantes La Plata        | 30    | 14 | 4   | 12  | 32  | 63   | 58    |
| 7   | CA Platense                 | 30    | 12 | 6   | 12  | 30  | 50   | 57    |
| 8   | Newell’s Old Boys           | 30    | 12 | 4   | 14  | 28  | 52   | 56    |
| 9   | CA Vélez Sarsfield          | 30    | 11 | 4   | 15  | 26  | 69   | 73    |
| 10  | Racing Club de Avellaneda   | 30    | 10 | 5   | 15  | 25  | 59   | 63    |
| 11  | Atlanta Buenos Aires        | 30    | 6  | 12  | 12  | 24  | 56   | 64    |
| 12  | Rosario Central             | 30    | 10 | 4   | 16  | 24  | 58   | 70    |
| 13  | Club Atlético Lanús         | 30    | 8  | 7   | 15  | 23  | 46   | 59    |
| 14  | Ferro Carril Oeste          | 30    | 9  | 5   | 16  | 23  | 51   | 73    |
| 15  | Chacarita Juniors           | 30    | 6  | 10  | 14  | 22  | 46   | 65    |
| 16  | Gimnasia y Esgrima La Plata | 30    | 7  | 6   | 17  | 20  | 50   | 76    |

### Klasyfikacja strzelców bramek 1945
| Gole | Piłkarz         | Klub                   |
| ---- | --------------- | ---------------------- |
| 25   | Ángel Labruna   | River Plate            |
| 21   | Waldino Aguirre | Rosario Central        |
| 20   | Luciano Agnolín | Atlanta Buenos Aires   |
| 20   | Arsenio Erico   | Independiente          |
| 19   | Mario Boyé      | Boca Juniors           |
| 19   | Juan Ferraro    | CA Vélez Sarsfield     |
| 19   | Rinaldo Martino | San Lorenzo de Almagro |